# Penteu
D'acord amb la mitologia grega, Penteu (en grec antic Πενθεύς), va ser un rei de Tebes, fill d'Equíon, un dels Esparts, i d'Agave, una de les filles de Cadme.
La tradició més freqüent el fa hereu directe de Cadme, quan aquest, molt vell, va abdicar al seu favor. Una altra tradiació diu que entre Cadme i Penteu va regnar un fill de Cadme, Polidor, que Penteu va destronar.
La història de Penteu està relacionada amb el culte a Dionís. Com se sap, Dionís és un déu d'origen tebà, i per part de la seva mare, Sèmele, cosí de Penteu. Després de conquerir Àsia, el déu va decidir tornar a Tebes, la seva pàtria, i instaurar el seu culte, també per castigar les germanes de la seva mare, especialment Agave, per les calúmnies que havien llançat, un temps enrere, contra Sèmele. Després de passar Tràcia, Dionís va arribar a Tebes, on va fer embogir les dones, que van vestir-se com a bacants i van fugir a la muntanya a celebrar els misteris del déu. Però Penteu, tot i els advertiments de Cadme i de Tirèsias, es vol oposar a la propagació d'aquest culte violent. Es dirigeix a Dionís i el tracta de xerraire i d'impostor, tot i que el déu realitza alguns miracles, i el vol fer encadenar. El déu es deslliga de les seves cadenes i incendia el palau reial. El déu suggereix a Penteu que vagi en persona al mont Citeró, la muntanya de Tebes, per espiar les dones i ser testimoni dels excessos als quals es lliuren. Penteu escolta el consell i s'amaga darrere un pi. Però les dones el descobreixen, arrenquen el pi, i quan el tenen sota el seu poder, esquarteren el seu cos. Agave és la primera a agredir-lo, li agafa el cap i el clava a la punta d'un tirs. Torna a Tebes, passejant orgullosa el que ella creu que és el cap d'un lleó. Cadme la treu del seu error i Agave s'adona que ha matat el seu propi fill i no una fera.
Aquest mite va ser portat a escena per Eurípides i per Esquil. Va ser molt conegut en la literatura i l'art antics i se li atribuïa una significació religiosa, ja que Penteu era el prototip de l'impiu, castigat pel seu orgull.